# Österreichischer Bauherrenpreis 1990
Mit dem Österreichischen Bauherrenpreis der Zentralvereinigung der Architekten Österreichs wurden im Jahr 1990 die folgenden Projekte ausgezeichnet:
| Realisierung                                        | Bauherr                                                                   | Planer                                    |
| --------------------------------------------------- | ------------------------------------------------------------------------- | ----------------------------------------- |
| Wohnhausanlage Brunner Straße in Wien-Liesing       | Österreichisches Siedlungswerk mit Raffetsberger                          | Helmut Richter                            |
| Institutsgebäude III Karl-Franzens-Universität Graz | BM f. wirtsch. Angelegenheiten, Sektion V FA IV a. Hochbau d. Lbdion Stmk | Kapfhammer, Wegan, Kossdorf, Kelz, Hackel |
| Funderwerk III in Sankt Veit an der Glan            | FunderMax mit Herbert W. Liaunig, Dir. Biedermann, Frömmer                | Coop Himmelb(l)au                         |
| Die Burg – Forschungsinstitut RISC                  | Gemeinde Hagenberg im Mühlkreis mit Bürgermeister Fischerlehner           | P. Riepl, Th. Moser                       |
| Bäckerei Strohmayer                                 | Dkfm. Strohmayer                                                          | M. Zernig                                 |
| Haas-Haus                                           | Stadt Wien mit Bürgermeister Helmut Zilk, MA 19, MA 28, S.I.E.            | Hans Hollein                              |
| Serienhaus ›Modell Standard‹ in Tulln an der Donau  | F. Magerl, Ch. Magerl                                                     | G. Driendl, G. Steixner                   |